# 日本電気自動車レース協会
日本電気自動車レース協会（にほんでんきじどうしゃレースきょうかい、Japan Electric Vehicle Race Association、JEVERA）は、日本で電気自動車レースを統括している組織である。

## 概要
2010年に発足した団体で地球温暖化防止対策および電気自動車産業の普及促進を目的としている。その他、活動として全日本電気自動車グランプリを主催している。